# Gritli Schaad
Gritli Schaad-Kind, švicarska alpska smučarka, * 1922, † junij 2004.
Nastopila je na Svetovnem prvenstvu 1939 v Zakopanih ter osvojila srebrni medalji v kombinaciji in slalomu, v smuku pa je bila peta.